# Phelsuma hielscheri
Phelsuma hielscheri is een hagedis die behoort tot de gekko's. Het is een van de soorten madagaskardaggekko's uit het geslacht Phelsuma.

## Uiterlijke kenmerken
Phelsuma hielscheri bereikt een kopromplengte tot 7,3 centimeter en een totale lichaamslengte inclusief staart tot ongeveer 16 cm. De hagedis heeft een bruingroene kleur en heeft een vage tekening zonder strepen. Het aantal schubbenrijen op het midden van het lichaam bedraagt 86 tot 98.

## Naam en indeling
De wetenschappelijke naam van de soort werd voor het eerst voorgesteld door Herbert Rösler, Fritz Jürgen Obst en Robert Seipp in 2001. De soortaanduiding hielscheri is een eerbetoon aan Michael Hielscher, een van de ontdekkers van de soort. Hij werd neergeschoten door Malagassische soldaten en stierf later aan zijn verwondingen.

## Verspreiding en habitat

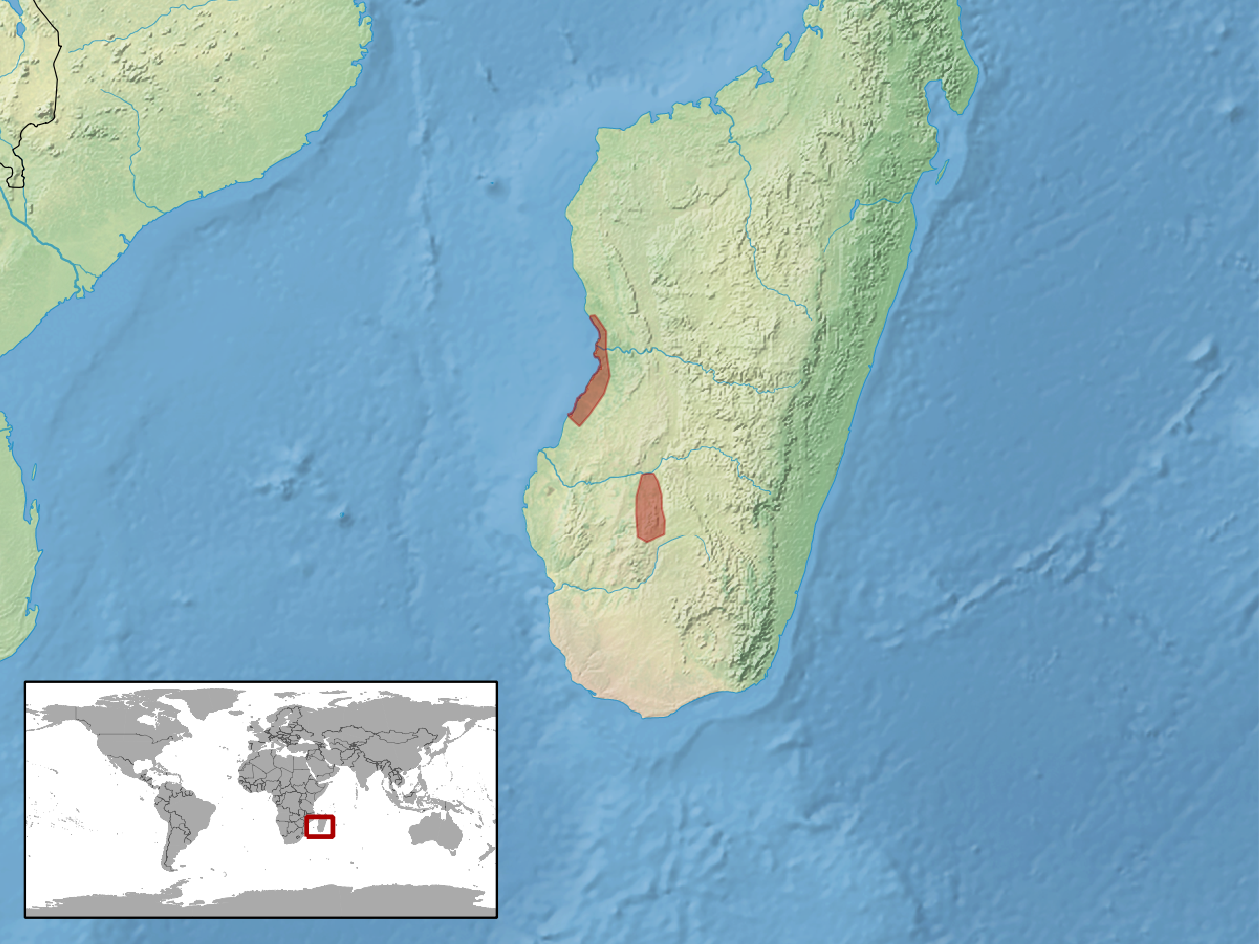
Verspreidingsgebied in het rood.

De soort komt voor in delen van Afrika en leeft endemisch in Madagaskar, en alleen in het westen. De habitat bestaat uit droge savannen, droge tropische en subtropische scrublands en zandduinen in kustgebieden. Ook in door de mens aangepaste streken zoals landelijke tuinen kan de hagedis worden gevonden. De soort is aangetroffen van zeeniveau tot op een hoogte van ongeveer 900 meter boven zeeniveau.

## Beschermingsstatus
Door de internationale natuurbeschermingsorganisatie IUCN is de beschermingsstatus 'kwetsbaar' toegewezen (Vulnerable of VU).